# Liste der Bodendenkmale in Wedel
In der Liste der Bodendenkmale in Wedel sind die Bodendenkmale der Stadt Wedel nach dem Stand der Bodendenkmalliste des Archäologischen Landesamts Schleswig-Holstein von 2016 aufgelistet. Die Baudenkmale sind in der Liste der Kulturdenkmale in Wedel aufgeführt.
| Denkmal-ID           | Befundart           | Bezeichnung                              | Zeitstellung                 | Lage | Bemerkungen                        | Bild |
| -------------------- | ------------------- | ---------------------------------------- | ---------------------------- | ---- | ---------------------------------- | ---- |
| aKD-ALSH-Nr. 002 446 | Befestigung > Burg  | Burg/Motte/Ringwall/Turmhügel „Hatzburg“ | Mittelalter                  |      | oberirdisch fast völlig abgetragen |      |
| aKD-ALSH-Nr. 002 447 | Grabmal > Grabhügel | Grabhügel                                | Vor- und/oder Frühgeschichte |      |                                    |      |